# Велкер, Кайюс
Ян Герман (Кайюс) Велкер (англ. Jan Herman (Caius) Welcker; 9 июля 1885, Алкмар, Северная Голландия — 13 февраля 1939, Схидам, Южная Голландия) — нидерландский футболист, крайний нападающий. Бронзовый призёр летних Олимпийских игр 1908 года.

## Биография
Кайюс Велкер родился 9 июля 1885 года в нидерландском городе Алкмар. 
В 1905—1912 годах играл в футбол на позиции правого крайнего нападающего за «Квик» из Гааги. В его составе в 1908 году стал чемпионом Нидерландов, два раза выигрывал бронзовые медали (1909, 1912). В 1909—1911 годах трижды подряд завоёвывал Кубок Нидерландов.
В 1907—1911 годах выступал за сборную Нидерландов, провёл 17 матчей, забил 5 мячей. Дебютировал 21 декабря 1907 года в Дарлингтоне в товарищеском матче с любительской сборной Англии (2:12).
В 1908 году вошёл в состав сборной Нидерландов по футболу на летних Олимпийских играх в Лондоне и завоевал бронзовую медаль. Играл на позиции нападающего, провёл 2 матча, мячей не забивал.
Работал юристом в Роттердаме. Ещё по ходу игровой карьеры был казначеем Гаагской футбольной ассоциации и секретарём «Квика».
Умер 13 февраля 1939 года в нидерландском городе Схидам.

## Достижения
«Квик»
- Чемпион Нидерландов: 1907/08.
- Бронзовый призёр чемпионата Нидерландов (2): 1908/09, 1911/12.
- Обладатель Кубка Нидерландов (3): 1908/09, 1909/10, 1910/11.

Сборная Нидерландов
- Бронзовый призёр летних Олимпийских игр: 1908.

## Матчи и голы за сборную
| №  | Дата            | Оппонент       | Д / Г | Счёт | Голы | Соревнование          |
| -- | --------------- | -------------- | ----- | ---- | ---- | --------------------- |
| 1  | 21 декабря 1907 | Англия (люб.)  | Г     | 12:2 | —    | Товарищеский матч     |
| 2  | 29 марта 1908   | Бельгия        | Г     | 1:4  | —    | Товарищеский матч     |
| 3  | 26 апреля 1908  | Бельгия        | Д     | 3:1  | —    | Товарищеский матч     |
| 4  | 10 мая 1908     | Франция        | Д     | 4:1  | —    | Товарищеский матч     |
| 5  | 22 октября 1908 | Великобритания | Г     | 4:0  | —    | Олимпийские игры 1908 |
| 6  | 23 октября 1908 | Швеция         | Д     | 2:0  | —    | Олимпийские игры 1908 |
| 7  | 25 октября 1908 | Швеция         | Д     | 5:3  | 1    | Товарищеский матч     |
| 8  | 21 марта 1909   | Бельгия        | Г     | 1:4  | 1    | Товарищеский матч     |
| 9  | 12 апреля 1909  | Англия (люб.)  | Д     | 0:4  | —    | Товарищеский матч     |
| 10 | 25 апреля 1909  | Бельгия        | Д     | 4:1  | —    | Товарищеский матч     |
| 11 | 11 декабря 1909 | Англия (люб.)  | Г     | 9:1  | —    | Товарищеский матч     |
| 12 | 10 апреля 1910  | Бельгия        | Д     | 7:0  | 2    | Товарищеский матч     |
| 13 | 24 апреля 1910  | Германия       | Д     | 4:2  | —    | Товарищеский матч     |
| 14 | 16 октября 1910 | Германия       | Г     | 1:2  | —    | Товарищеский матч     |
| 15 | 19 марта 1911   | Бельгия        | Г     | 1:5  | 1    | Товарищеский матч     |
| 16 | 2 апреля 1911   | Бельгия        | Д     | 3:1  | —    | Товарищеский матч     |
| 17 | 17 апреля 1911  | Англия (люб.)  | Д     | 0:1  | —    | Товарищеский матч     |

1. 1 2 3 4  Не является официальным товарищеским матчем ФИФА.

Итого: 17 матчей / 5 голов; 12 побед, 5 поражений.

## Семья
Отец — Йохан Вилхелм Велкер, мать — Клара Албертина де Вит.
Женился в возрасте 30 лет — его супругой стала 22-летняя Йоханна Йелтье Кунен. Их брак был зарегистрирован 12 ноября 1915 года в Ренкюме.